# Legionella erythra
Espèce
Legionella erythra est une espèce de bactéries gram-négatives de la famille des Legionellaceae qui contrairement aux autres Legionella décrites avant elle, est de couleur rouge sur milieu de culture.

## Description
Les bactéries de l'espèce Legionella erythra sont des bacilles gram-négatifs

## Taxonomie
Le nom correct complet (avec auteur) de ce taxon est Legionella erythra Brenner et al. 1985.

## Étymologie
C'est sa couleur rouge sur milieu de culture qui a guidé le choix de son nom d'espèce et l'étymologie est la suivante : de l'adjectif féminin grec erythra qui signifie rouge.